# 遠藤忍
遠藤 忍（えんどう しのぶ、1906年頃 - 1944年（昭和19年）2月15日）は、日本の海軍軍人（海兵52期卒）。太平洋戦争中に第一次遣独潜水艦作戦を実行した「伊30」潜水艦長である。のち「伊43｣潜水艦長として戦死。戦死による一階級昇進で最終階級は海軍大佐。

## 生涯

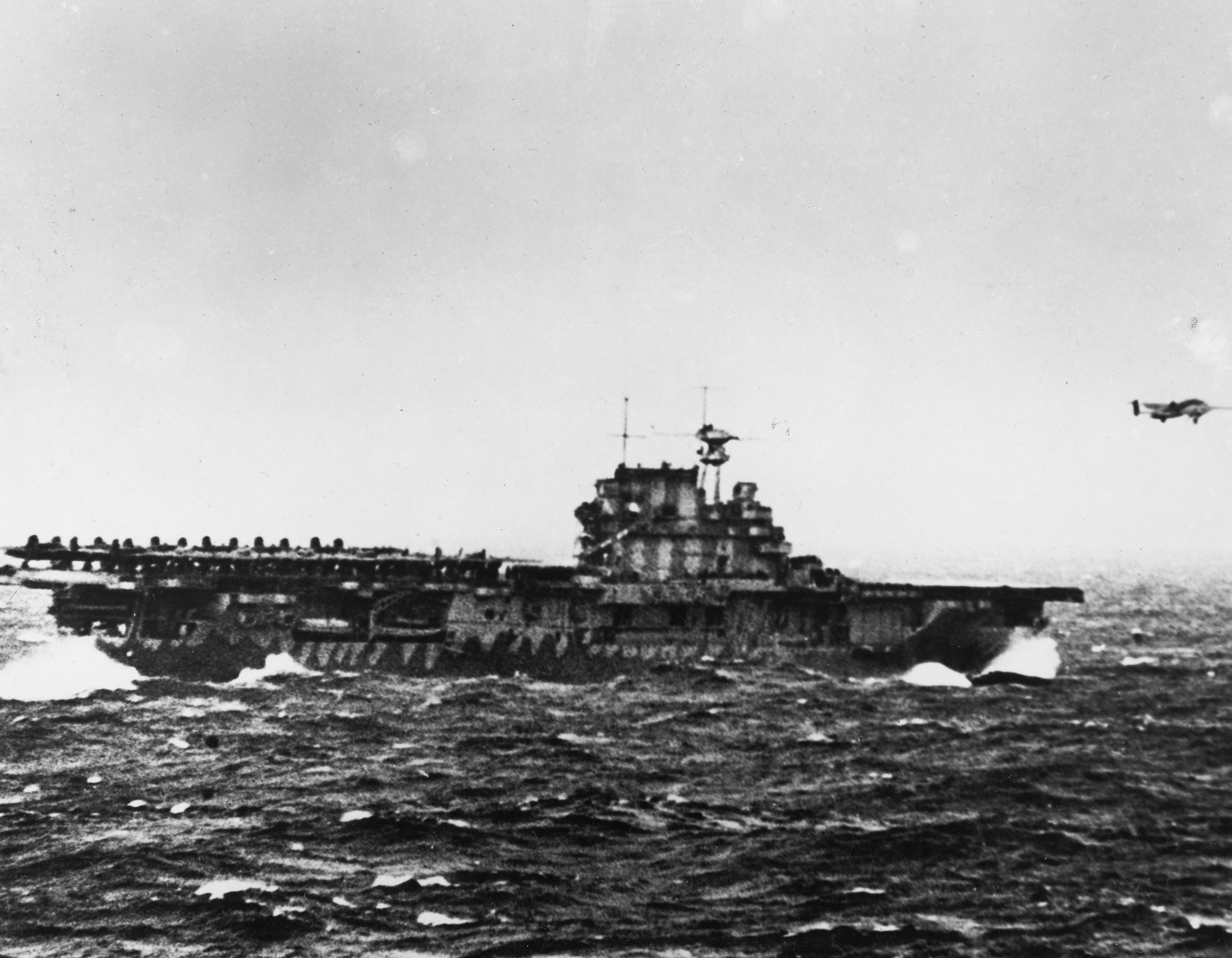
米空母「ホーネット｣を発艦するドーリットル空襲部隊。「伊30」は発見を報じられた米空母の哨戒のため僚艦と出撃したが、会敵することはなかった。

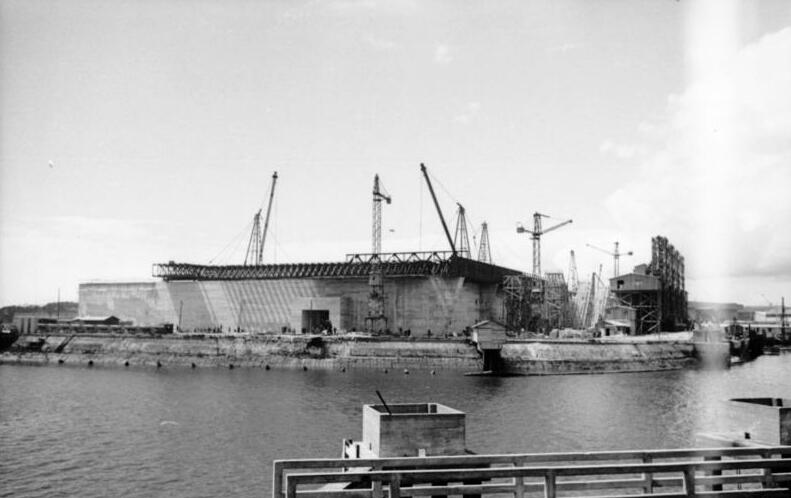
ロリアンのUボート・ブンカー。航空攻撃などを防ぐ役割があり、この写真は｢伊30｣が入港した1942年当時のもの。

遠藤は宮城県出身で、海軍兵学校52期生である。1924年（大正13年）7月、中位の成績で卒業し、翌年海軍少尉に任官。遠藤は潜水艦を専門とする士官となり、「伊159」（海大三型）、第六潜水戦隊所属「伊121」（機雷敷設潜水艦）潜水艦長を経て、1942年（昭和17年）2月末に竣工した「伊30」潜水艦の初代艦長に就任する。同艦は日本海軍潜水艦部隊の主力艦種である巡潜乙型で、その11番艦であった。
甲先遣支隊
「伊30」は、新たに編成された第八潜水戦隊（司令官・石崎昇少将）に属し、インド洋アフリカ方面の通商破壊戦や、特殊潜航艇「甲標的」による第二次攻撃作戦を担当する甲先遣部隊に編入される。この部隊は潜水艦5隻、「甲標的」3隻、仮装巡洋艦2隻で構成されていたが、「伊30」のみは特別な任務が課されていた。それは同盟国の独国に赴き、日独間の潜水艦による連絡路を拓くことである。潜水艦で大西洋を越え欧州へ赴くのは日本海軍史上最初の試みであったが、独への重要物資、兵器の輸送や人員交代、また独からエニグマ暗号機や電波探信儀（レーダー）などの兵器を譲り受ける必要から実施に至る。大本営から発せられた大海指は次の通りであった。
また「伊30」には「甲標的」による攻撃に協力するため、連合国の根拠地偵察の任務も課されていた。「伊30」は1942年（昭和17年）4月22日にペナンを出撃し、アデン、ジブチ、ザンジバル、ダルエスサラーム、モンバサで飛行偵察や潜航偵察を行い、敵有力艦艇の不在を報じた。こうした情報を基に「甲標的」2隻（艇長は秋枝三郎、岩瀬勝輔）によるマダガスカル攻撃が実施される。その後「伊30」は通商破壊戦に移ったが会敵することはなかった。
遣独潜水艦作戦（往路）
1942年（昭和17年）6月16日に補給を受けたのち欧州へ出発した。アフリカ大陸の南端はローリング・フォーティーズと呼ばれる航海の難所で、艦は浸水による主機械故障、航空攻撃などに見舞われながらも独海軍との会同を果たし8月6日にロリアンへ入港した。横井忠雄ら日本海軍武官、独潜水艦隊司令・デーニッツらの歓迎を受け、搭載物資や零式小型水上偵察機の受け渡しが行われる。ただし、第一次作戦では酸素魚雷など最高機密兵器は譲渡していない。独国からはエニグマ暗号機、電波探信儀などが渡された。遠藤ら幹部はベルリンで独総統・ヒトラーに面会し、遠藤はホワイトクロス勲章を授与された。次いで乗員らとパリで休養をとった。
遣独潜水艦作戦（復路）
8月23日に出港し日本へ向かう。9月20日インド洋、10月8日ペナン、13日にはシンガポールに到着する。シンガポール寄港は、軍令部で潜水艦を担当していた井浦祥二郎を安心させたが、この寄港は軍令部が関知しない兵備局のエニグマ暗号機陸揚げ指示によるものであった。

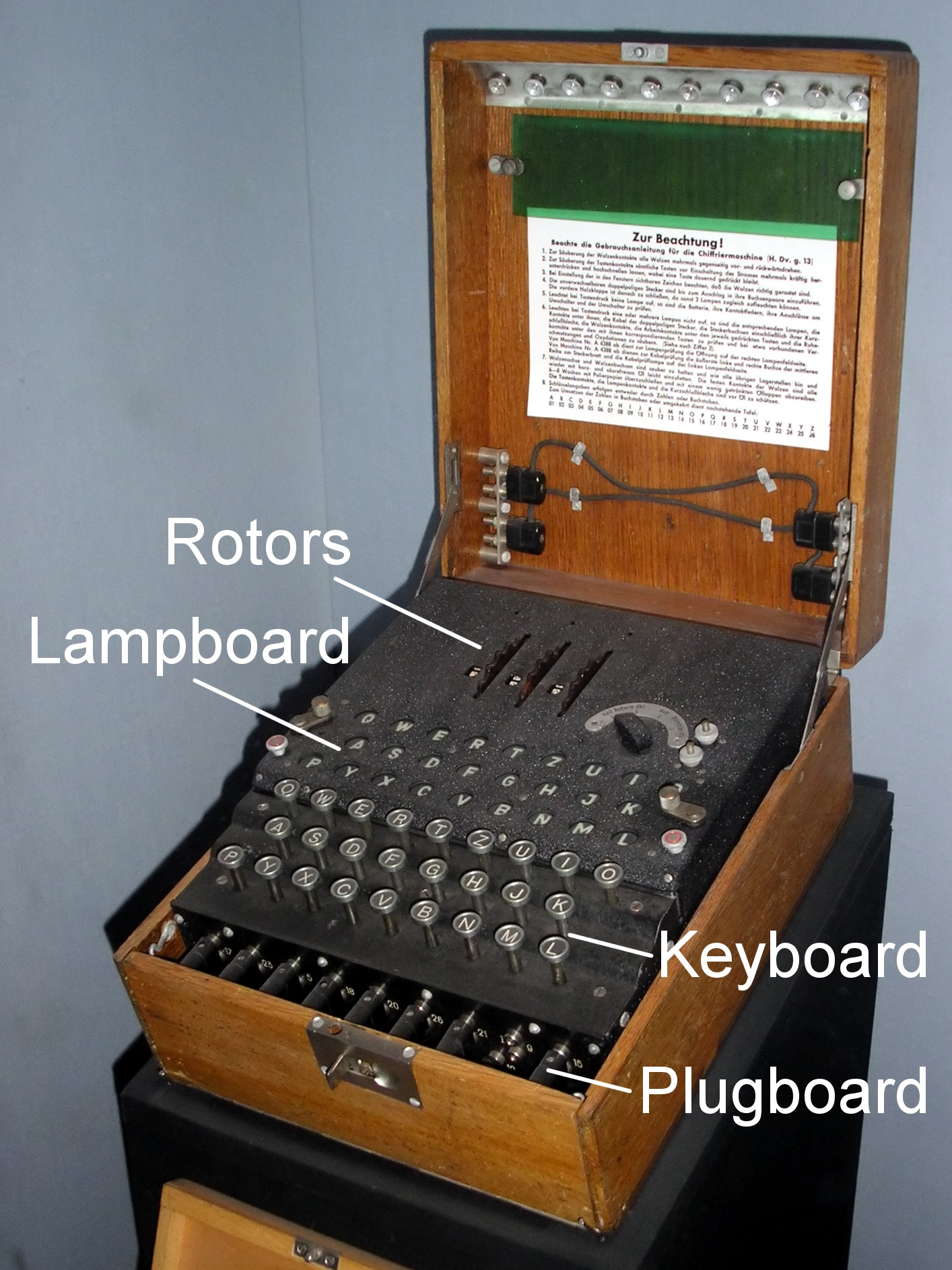
エニグマ暗号機

このシンガポールでいくつかの不慮の事態が重なった。この作戦に使用していた暗号は特殊なもので、｢伊30｣は通常の暗号解読を行わなかったため第十根拠地隊が派遣した機雷源突破のための先導艇の存在を知らずに入港する。遠藤らは上陸し第一南遣艦隊や第十根拠地隊司令部とも面会したが、｢伊30｣が機雷原を通って入港してきたことに気付く者はいなかった。吉村昭は「遠藤らは出港前に安全な航路を確認すべきであった」という趣旨の指摘をしているが、それも行われないまま｢伊30｣は出港、直後に触雷し沈没した。浮上した状態からの沈没であったため人名の損失は13名。潜水艦沈没事故としては少数であったが、遣独潜水艦作戦の完全成功を目前にした事故は、艦のみならず電波探信儀その他機密兵器を失うこととなり海軍を失望させるものであった。
遠藤は艦内からの物資等引上げに協力したが、遠藤の様子は第一南遣艦隊参謀に自決を予測させるものであったという。艦沈没の責任は一義的には艦長たる遠藤にあるが責任は問われなかった。 吉村昭は「長い航海での心身の過労と使命を達成した喜びが緊張感を失わせた」としながらも、査問委員会では兵備局の寄港指示などが考慮され、また軍令部の指示で不問とされたとしている。この事故につき海軍潜水艦関係者で構成される「伊呂波会」は、重要任務を果たした「伊30」の受け入れ態勢として不適切であったと、海軍の措置を批判している。
その後
人事局は陸上配置を用意したが、遠藤は再び潜水艦長として海上に出ることを望んだ。「伊43」艤装員長に補され竣工とともに初代艦長となる。同期生は壮行会を開いて遠藤を励ましている。遠藤は出撃の途上、部下を率いて海軍兵学校を訪問した。ここに教官として在任中であったのが、海兵時代同分隊で親しくしていた福地周夫である。海兵には広瀬武夫を始め、戦死した海兵出身者の名牌や記念物が収められた教育参考館があり、遠藤は福地に拝観を依頼し許された。福地は遠藤が生還を期していないことを感じ取っている。
1944年（昭和19年）2月9日、出撃した「伊43」はトラック諸島へ向かい、次いでサイパンで陸戦隊員を乗艦させて出港した。15日、「伊43」は米海軍潜水艦「アスプロ」の雷撃で撃沈され、遠藤ら166名が戦死した。海兵52期生は8名が潜水艦長として戦死したが、遠藤はその最後の戦死者であった。

## 注
1. ↑  公式には4月8日。